# Gießen Golden Dragons
Die Gießen Golden Dragons sind ein deutsches American-Football-Team aus der mittelhessischen Universitätsstadt Gießen, welches zwischen 2016 und 2019 in der German Football League 2 spielte. 2021 gelang der Wiederaufstieg. Das Team verfügt über eine Herrenmannschaft und jeweils eine Juniorenmannschaft in den Altersklassen U19, U16, U13 und U10 sowie die Gießen Golden Dragons Ladies. Die Ladies spielen in der DBL2.

## Geschichte
2000 entstand die Mannschaft aus dem Anschluss der Leihgestern Lightnings an den MTV 1846 Gießen, dem Dachverein der Basketball-Mannschaft Gießen 46ers. 2015 erreichte die 1. Herren-Mannschaft ihren bis dato größten sportlichen Erfolg, den Aufstieg in die GFL2, die zweithöchste Spielklasse im American Football in Deutschland.
2018 wurde mit den Gießen Golden Dragons Ladies eine Damenmannschaft gegründet, die in der DBL2 spielen.

## Maskottchen
Im Mai 2019 wurde das Maskottchen „Drago der Drache“ (#TheRealGoldenDragon) geboren. Hierbei handelt es sich um einen schwarz-goldenen Drachen. Im Rahmen des German Bowl XLI am 12. Oktober 2019 war er neben anderen Maskottchen (German Mascots - American Football) in der Frankfurter Commerzbank-Arena zu sehen.
| Jahr | Liga (Spielklasse)                        | Platz |
| ---- | ----------------------------------------- | ----- |
| 2008 | Landesliga Mitte Süd-West (V)             | 1     |
| 2009 | Oberliga Mitte (IV)                       | 2     |
| 2010 | Oberliga Mitte (IV)                       | 2     |
| 2011 | Oberliga Mitte (IV)                       | 1     |
| 2012 | Regionalliga Mitte (III)                  | 4     |
| 2013 | Regionalliga Mitte (III)                  | 7     |
| 2014 | Regionalliga Mitte (III)                  | 5     |
| 2015 | Regionalliga Mitte (III)                  | 2     |
| 2016 | GFL2 (Süd) (II)                           | 6     |
| 2017 | GFL2 (Süd) (II)                           | 4     |
| 2018 | GFL2 (Süd) (II)                           | 6     |
| 2019 | GFL2 (Süd) (II)                           | 7     |
| 2020 | Aufgrund der COVID-19-Pandemie ausgesetzt | –     |
| 2021 | Regionalliga Mitte (III)                  | 1     |
| 2022 | GFL2 (Süd) (II)                           | 4     |
| 2023 | GFL2 (Süd) (II)                           | 5     |
| 2024 | GFL2 (Süd) (II)                           | 4     |

| Jahr | Liga                                    | Platz |
| ---- | --------------------------------------- | ----- |
| 2019 | DBL 2 (West)                            | 4     |
| 2020 | Saisonabbruch (COVID-19)                | –     |
| 2021 | eingeschränkter Spielbetrieb (COVID-19) | –     |
| 2022 | DBL 2 (Mitte)                           | 1     |
| 2023 | DBL 2 (Südwest)                         | 4     |
| 2024 | DBL 2 (Mitte)                           | 4     |